# Levée (géologie)

Profil topographique des levées et des plaines d'inondations du Fleuve Jaune.

En géologie, une levée est un terme utilisé en hydrologie, sédimentologie, volcanologie et géomorphologie pour désigner une accumulation de matériaux (sédiments ou laves solidifiées) en bordure d'un chenal. Les levées se forment autour des rivières et des ruisseaux mais aussi en bordure des chenaux turbiditiques et des coulées de lave.

## Levées de rivières

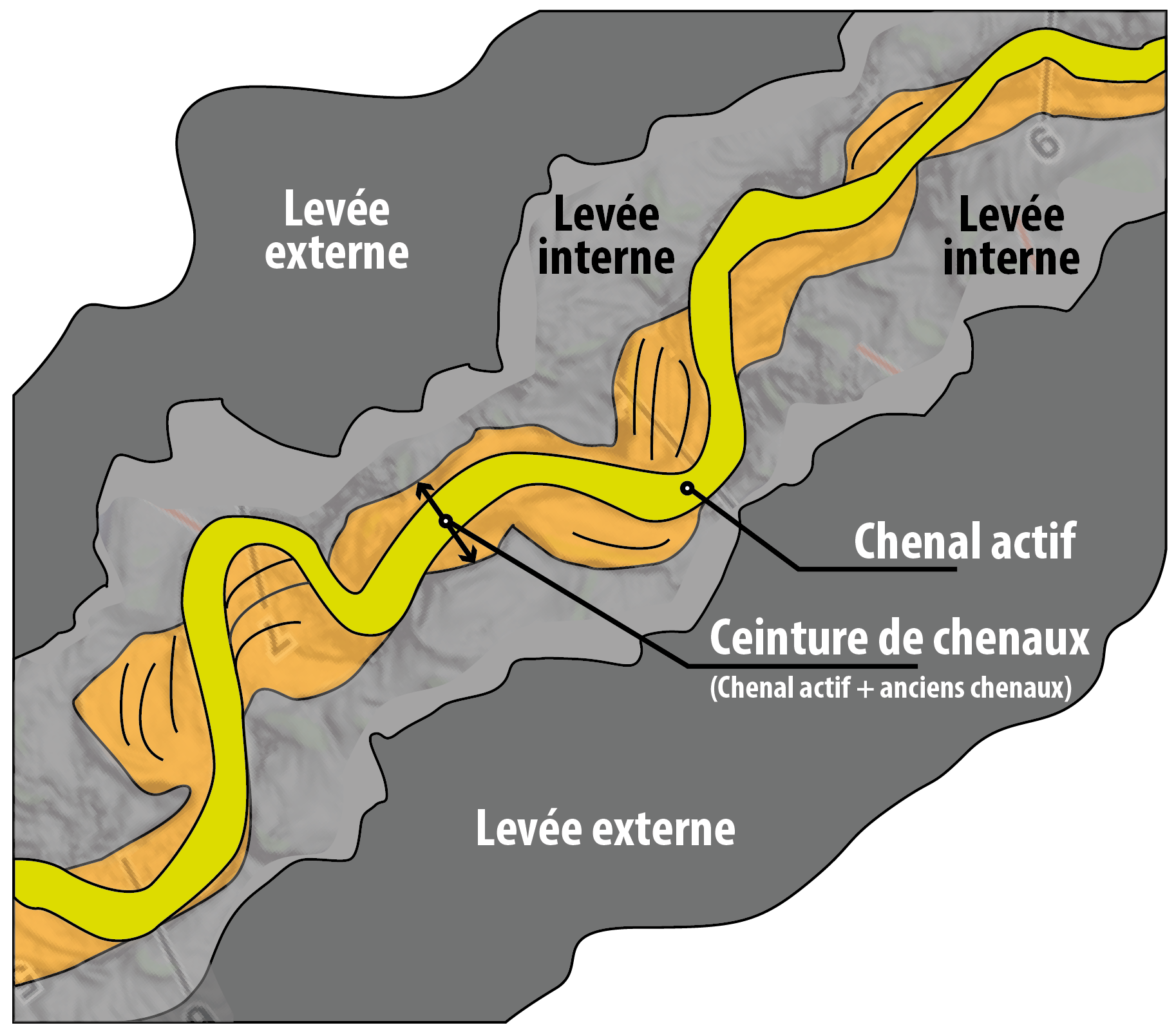
Ceinture de chenaux méandriformes avec levées.

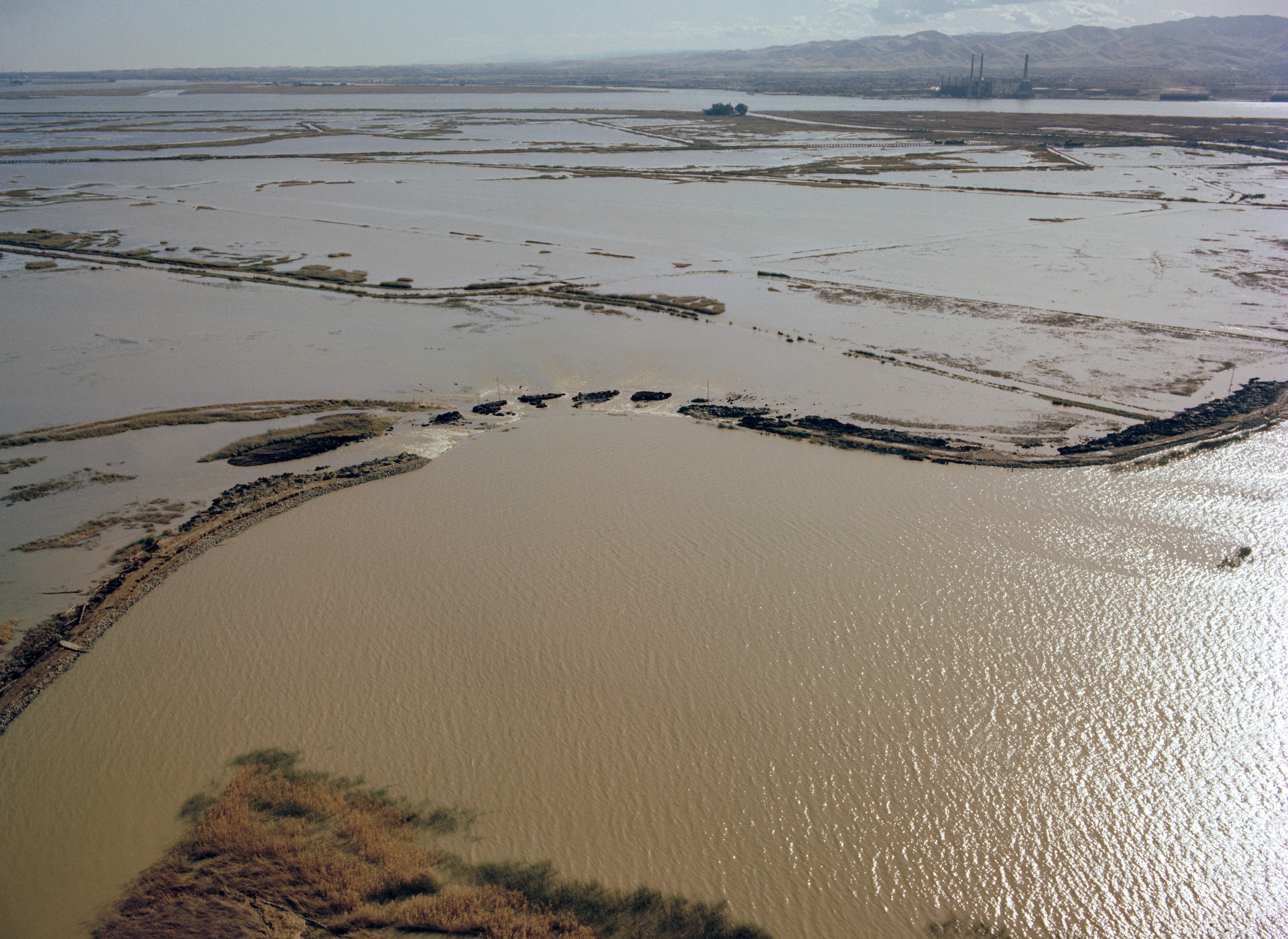
Les levées (comme les digues) peuvent permettre de canaliser une rivière et d'empêcher l'inondation de la plaine alluviale. Les ruptures de levées peuvent alors causer des submersions soudaines et brutales.

En milieu aérien, les levées forment des crêtes allongées de boue et/ou de limon qui se forment dans les plaines inondables d'une rivière aux abords des berges. Comme les digues artificielles, elles contribuent à réduire les risques d'inondation dans les plaines inondables. 
Les levées sont une conséquence naturelle des crues des rivières sinueuses qui transportent une proportion élevée de sédiments en suspension sous forme de sable fin, de silt et d'argile. La capacité de charge d'un fleuve dépend de son énergie elle même fortement liée à sa profondeur et diminue donc fortement en période de crue. L'eau qui recouvre alors les rives inondées du chenal n'est plus en mesure de maintenir en suspension la même quantité de sédiments fins que le thalweg principal. Les sédiments se déposent ainsi rapidement sur la plaine inondable aux abords du chenal. Cela se traduit généralement par la création de crêtes à ces emplacements.
Si l'aggradation perdure suffisamment longtemps dans le chenal principal, cela peut engendrer des débordements par-dessus les levées existantes et contribuer ainsi à une accumulation de sédiment plus grande. Dans certains cas, le lit du chenal peut éventuellement s'élever au-dessus des plaines inondables environnantes, enclavé uniquement par les levées qui l'entourent. Le fleuve Jaune en Chine, près de la mer, en est un exemple. 
Les levées sont courantes dans toutes les rivières mais sont intimement associées aux chenaux sinueux, qui sont également plus susceptibles de se former lorsqu'une rivière contient une grande fraction de sédiments en suspension. Pour des raisons similaires, elles sont également courantes dans les criques, où les marées apportent de grandes quantités de limons et de boues côtières. Les hautes marées peuvent provoquer des inondations et la construction de levées.
Les levées peuvent être renforcées et des levées artificielles peuvent être construite pour protéger des inondations. On parle alors de digues.

## Levées turbiditiques

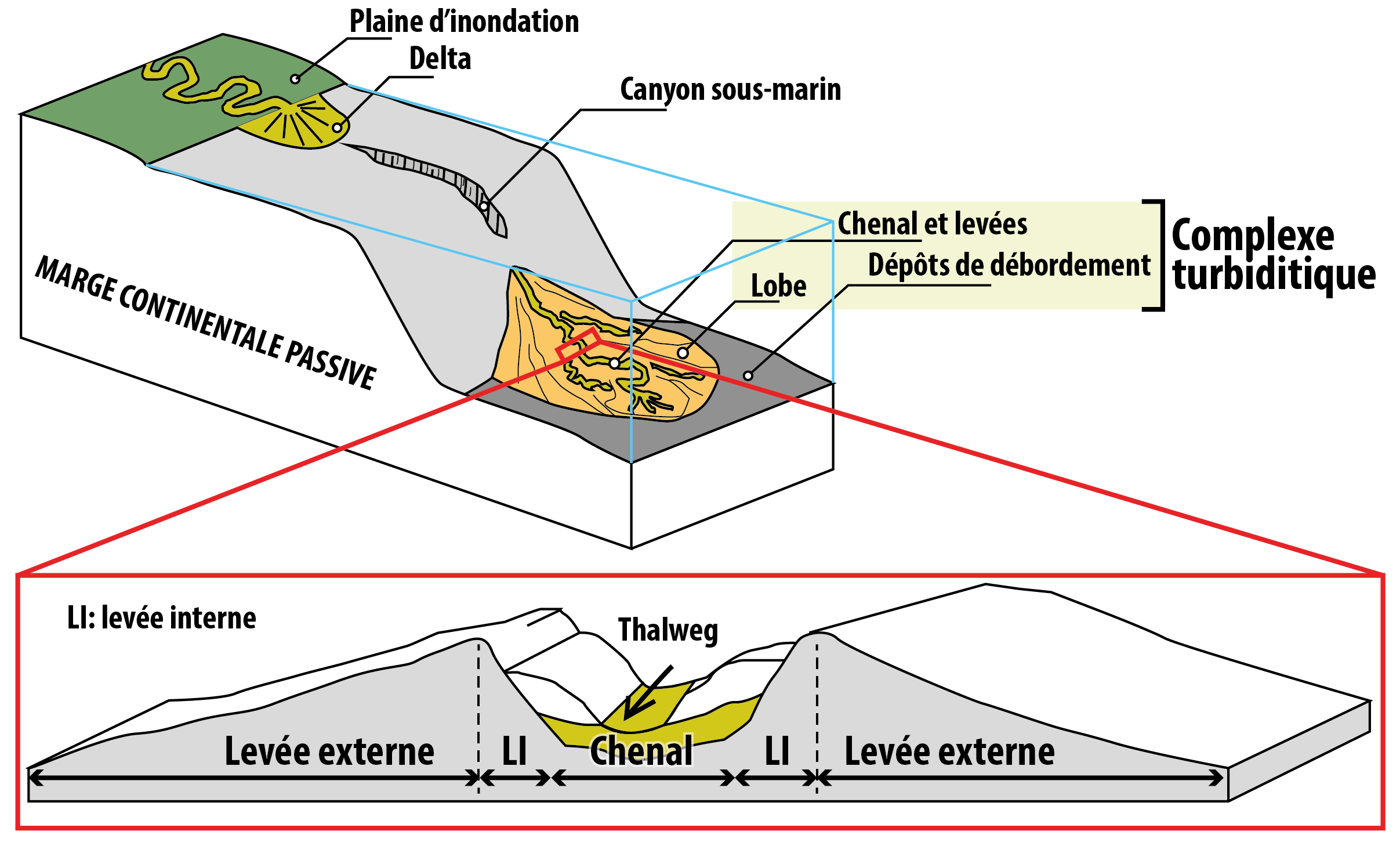
Complexe turbiditique à l'embouchure d'un canyon sous-marin

Les levées turbiditiques se forment de manière similaire aux levées de rivières mais sont généralement contrôlées par des flux de sédiments périodiques.

## Levées de lave

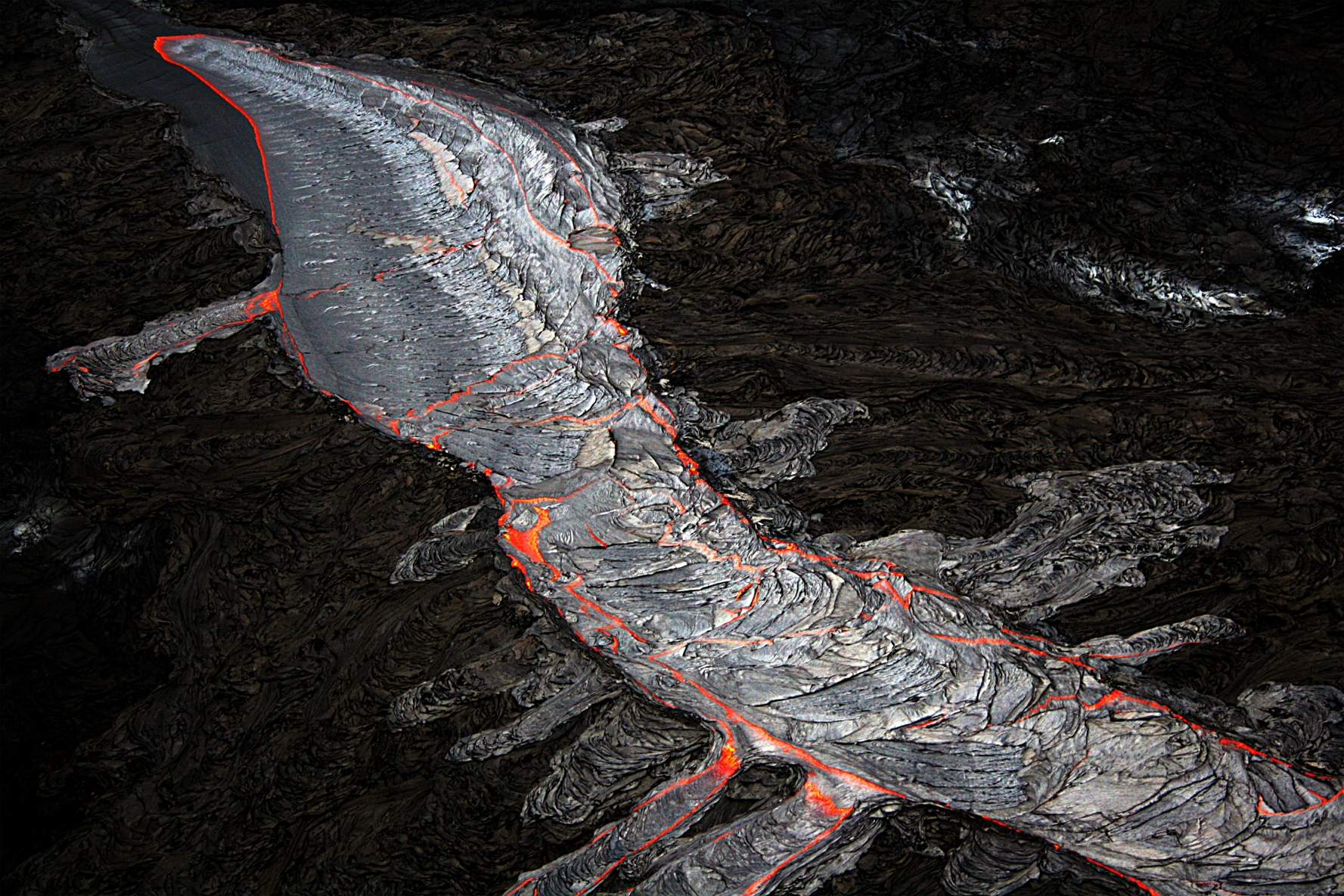
Coulée de lave endiguée par des levées, avec des débordements (Kīlauea, Hawaï, États-Unis).

Sur les bords d'une coulée de lave, la lave se solidifie et constitue un mur, appelé levée, qui canalise la coulée en un chenal. À l'occasion de débordements, les levées se surélèvent progressivement.
Les levées de lave ne se limitent pas à la Terre, on en trouve notamment sur Mars.